# CfA2 장성

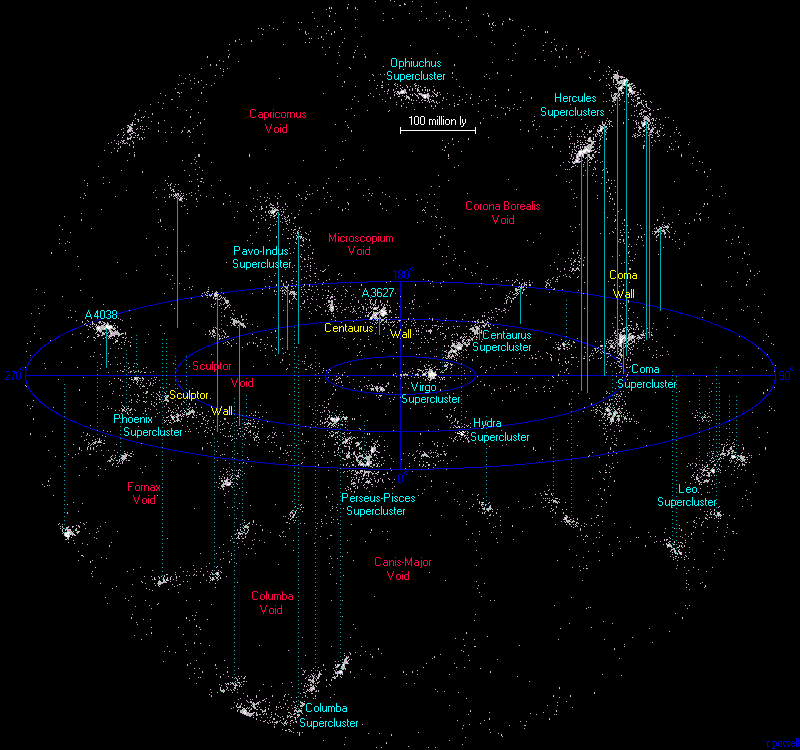
지구 근처의 초은하단들의 분포로, CfA2 장성은 헤라클레스자리 초은하단과 머리털자리 초은하단, 사자자리 초은하단으로 구성되어 있다.

CfA2 장성(영어:CfA2 Great Wall, 때때로 머리털자리 장성이나 그레이트 월로 불린다.)은 우주에 있는 거대한 구조 중 하나다(이 중 가장 거대한 것은 헤라클레스자리-북쪽왕관자리 장성이다). 이 장성은 지구로부터 약 2억 광년 떨어져있고 굵기 1600만 광년, 폭 3억 광년, 장축이 5억 광년에 이르고, 헤라클레스자리 초은하단과 머리털자리 초은하단, 사자자리 은하단을 포함하는 은하의 필라멘트 구조다.
CfA2 장성은 1989년 CfA 적색편이 조사의 적색편이 데이터에 기반하여 마가렛 겔러와 존 허츠라에 의해 발견되었다.
이 장성은 지구가 위치해 있는 우리 은하의 면 때문에 얼마나 멀리 뻗어져있는지 알려져있지 않다. 우리 은하의 가스와 먼지(회피대로 알려져있다)는 천문학자들의 관측을 방해하여 현재 관측할 수 있는 것보다 더 멀리 있는 장성의 시작인지 끝인지 추정을 불가능하게 만든다. CfA2 장성의 부피는 대략 {\displaystyle 2.0318173\times 10^{45}} km3 정도로 추정된다.
우주의 진화에 대한 표준 모형에서, 장벽 같은 구조는 암흑 물질의 그물 구조를 따라 형성된다. 여기서 암흑물질이 우주에서 가장 거대한 규모의 구조의 형성에 영향을 주는 것으로 추정되고 있다. 암흑물질은 중력적으로 바리온 물질을 끌어당기고, 이를 통해 천문학자들이 보기에 보통의 물질들이 길고 얇은 초은하단의 벽을 형성하고 있는 것으로 관측된다.

## 같이 보기
- 슬론 장성
- 은하 필라멘트